# Konrad Schily
Konrad Schily (* 7. November 1937 in Bochum) ist ein deutscher Arzt und Politiker (FDP). Von 1982 bis 1999 sowie von 2002 bis 2004 war er Präsident der Universität Witten/Herdecke.

## Leben

### Ausbildung und Beruf
Nach dem Abitur 1957 in Wuppertal absolvierte Schily ein Studium der Medizin in Tübingen und Hamburg, welches er 1964 mit dem Staatsexamen beendete. Nach der anschließenden Zeit als Medizinalassistent wurde er 1966 Assistenzarzt am Universitätsklinikum Tübingen. 1966 erfolgte hier auch seine Promotion zum Dr. med. mit der Arbeit Das Verhalten des postrotatorischen Nystagmus nach mehrfachen Drehungen und unter dem Einfluß von Ermüdung. Nachdem er schon seit 1966 dem Vorstand des Gemeinschaftskrankenhauses Herdecke angehört hatte, setzte er mit dessen Betriebsbeginn 1969 hier seine ärztliche Tätigkeit zunächst auf dem Feld der Klinischen Chemie später in der Neurologie und Psychiatrie fort. Schily ist Facharzt für Neurologie und Psychiatrie.

### Parteilaufbahn
Konrad Schily gehörte von 1973 bis 1990 der SPD an. Ab 2003 engagierte er sich im FDP-nahen „Innovativkreis NRW liberal“ und wurde 2005 auch Mitglied der FDP.

### Abgeordnetentätigkeit
Von 2005 bis 2009 war Konrad Schily Mitglied des Deutschen Bundestages. Hier gehörte er dem Ausschuss für Gesundheit an. Er war über die Landesliste Nordrhein-Westfalen in den Bundestag eingezogen und Mitglied der FDP-Fraktion.
Bei der Bundestagswahl 2009 kandidierte er erneut, erreichte aber kein neues Mandat.

### Sonstiges Engagement
Von 1982 bis 1999 war Schily Gründungspräsident und von 2002 bis 2004 erneut Präsident der Privatuniversität Witten/Herdecke. Seit 2004 war er hier Ehrenvorsitzender des Direktoriums. Im November 2006 trat er wegen „unterschiedlicher Auffassungen über die weitere strategische Ausrichtung der UWH“ aus dem Direktorium der Hochschule aus. An der Gründung der privaten Nordischen Universität im Jahr 1985 war er zeitweilig als Mentor und Vorstandsmitglied des Trägervereins beteiligt. 
Von 2002 bis 2008 war Schily ehrenamtliches Mitglied im Aufsichtsrat von Foodwatch.

### Privates
Konrad Schily stammt wie sein älterer Bruder Otto Schily aus einer vermögenden großbürgerlichen Familie und erfuhr eine anthroposophische Erziehung. Sein Vater Franz Schily war promovierter Hüttendirektor in Bochum, die Mutter Musikerin. Seine Großmutter väterlicherseits war die Malerin Julia Schily-Koppers. Er hatte zwei weitere Brüder und eine Schwester. Er war 20 Jahre verheiratet, ist geschieden und hat vier Kinder, darunter die Bundestagsabgeordnete Ophelia Nick (Bündnis 90/Die Grünen).

## Ehrungen
- 1999 – Goldene Ehrennadel der Stadt Witten
- 2001 – Bundesverdienstkreuz 1. Klasse